# レット・ゴー (KiKiのアルバム)
レット・ゴー(Let Go)は、アメリカ合衆国のゴスペル・シンガー、KiKiの日本デビューアルバムである。

## 概要
- 本国アメリカで2004年9月7日にリリースされた『アイ・オー・ユー(I Owe You)』と、2005年8月2日にリリースされたリミックス・アルバム『ジャスト・アンティル(Just Until)』を編集したもの。ゴスペル音楽に現行のR&Bスタイルを取り入れたことで話題となる。
- CD-EXTRAとして、オリジナルの壁紙がダウンロードできる。

## 収録曲
- 『I Owe You』収録曲は●、『Just Until』収録曲は○で示す。

1. ●レット・ゴー(ロック・ソウル・リミックス)/Let Go (Rock Soul Remix)
  - FM18局で2005年12月ヘヴィー・ローテーションに選定された。また、日本のオフィシャルサイトでは、この曲のダンスコンテストを実施していた。
2. ●ユー・ドント・ノウ(モンスタズ・ミックス)/You Don't Know(Monsta's Mix)
3. ●ウォー(オールド&アグリー・ミックス)/War (Old & Ugly Mix)
4. ●スウィーテスト・シング(ダッチ・ミックス)/Sweetest Thing (Dutch Mix)
5. ●オール・アイ・アム(オールスクール・クワイエット・ストーム・リミックス)/All I Am (Ol'Skool Quiet Storm Remix)
6. ○ソー・ロング/So Long
7. ○プレイズ・オファリング/Praise Offering
8. ○チャーチ・ナイト/Church Nite
9. ○クローサー/Closer
10. ○レット・ゴー/Let Go
11. ○ユー・ドント・ノウ/You Don't Know
12. ●ユー・ドント・ノウ(ザ・ゴッドソン・ロック・ジョイント)/You Don't Know (The Godson Rock Joint)
13. ●レット・ゴー(ザ・ゴッドソン・コンセプト)/Let Go (The Godson Concept)
14. ●スウィーテスト・シング(ソウル・ハウス・ミックス)/Sweetest Thing (Soul House mix)
15. ●ザット・シング/That Thing